# Delta de Yukon-Kuskokwim

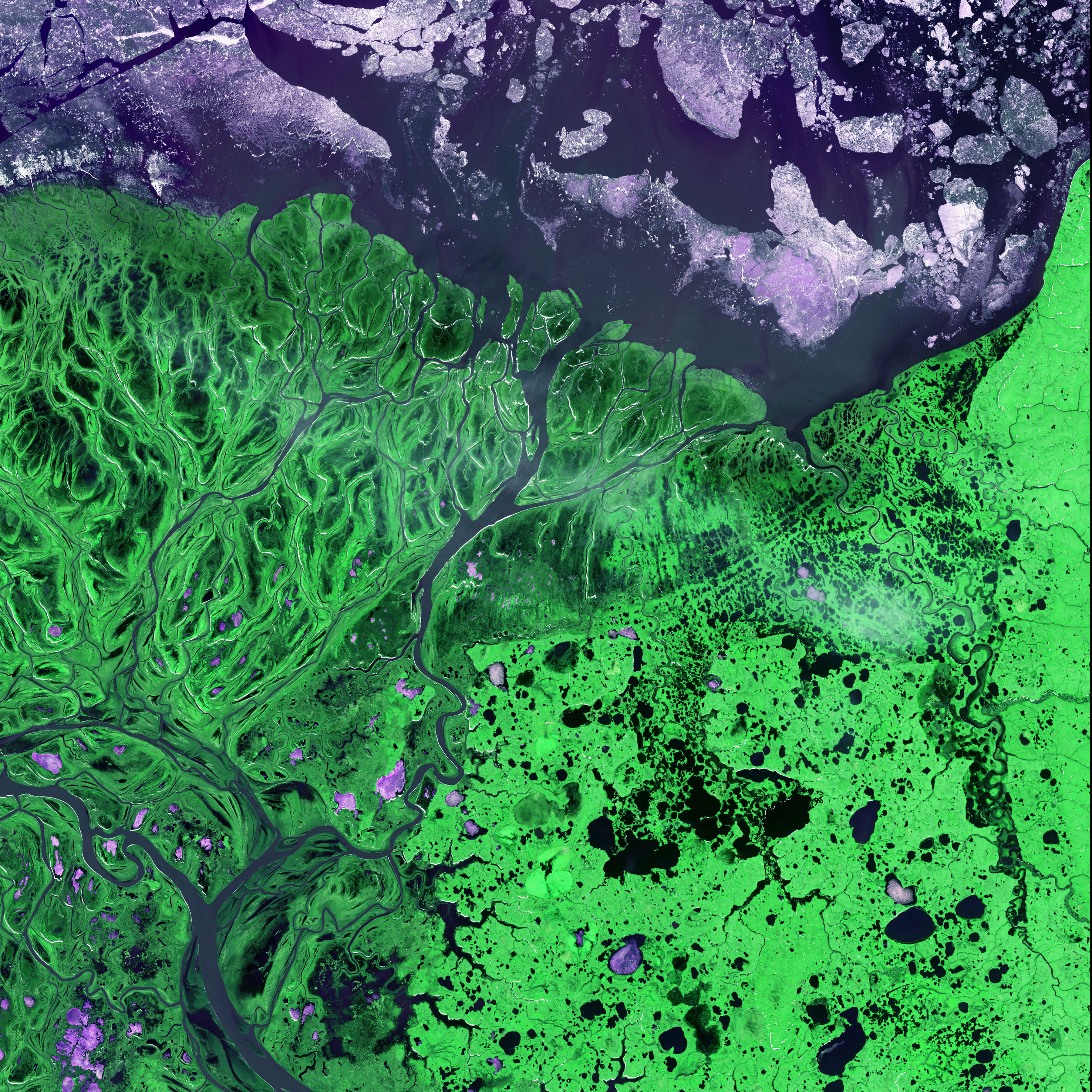
Imagem ASTER falsa do Delta de Yukon

O Delta do Yukon-Kuskokwim, ou do Iucão-Kuskokwim, é um dos maiores deltas do mundo, com o tamanho aproximado do estado de São Paulo. Está localizado onde os rios Yukon e Kuskokwim desaguam no Mar de Bering na costa oeste do Alasca. O delta, é composto por tundras que são protegidas parcialmente pelo Refúgio Nacional de Vida Selvagem do delta de Yukon.
O delta tem uma população de aproximadamente de 25.000 habitantes. 85% deles são nativos, compostos por Yupiks e Atabascanos. O principal centro populacional e de serviço é a cidade de Bethel, com uma população de 6.000 habitantes. Bethel é circundada por 49 vilas, sendo que as maiores, suas populações não passam de 1.000 habitantes. Muitos moradores vivem vidas tradicionais, tendo a caça, a pesca e por programas do governo para a subsistência das famílias.

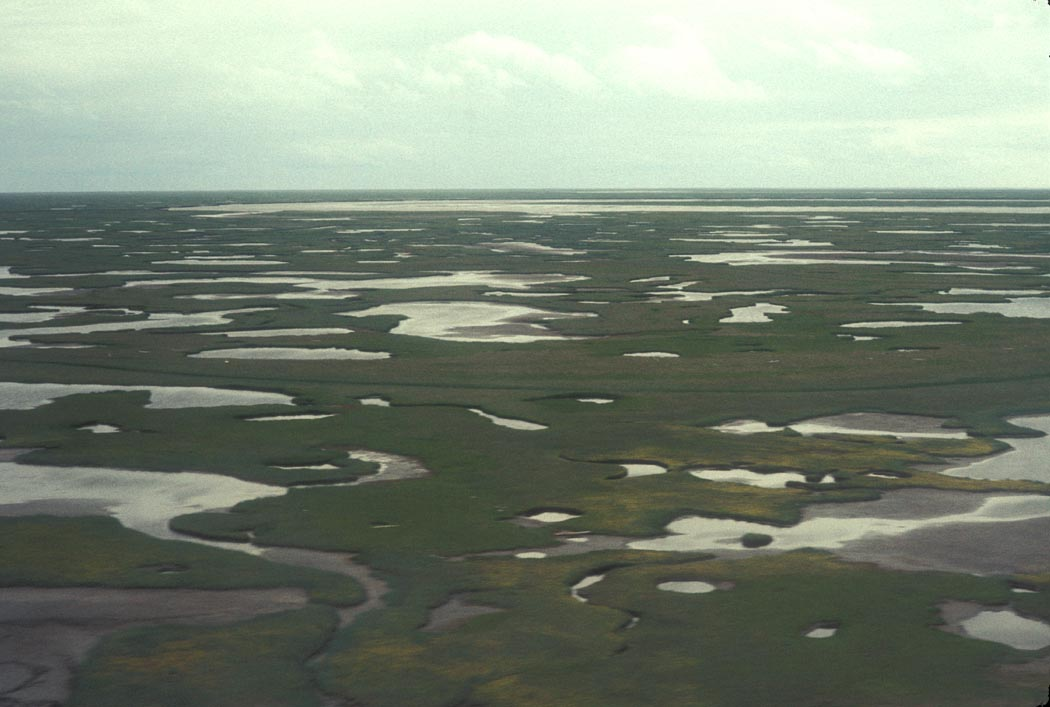
Áreas alagadas do Delta de Kuskokwim

A área não possui sistema rodoviário, as viagens são feitas por pequenos aviões, botes ou motos de neve.

## Referência
- «Delta do Rio Yukon (Alasca)». Observatório da NASA. Recuperado em 23/05/2006